# Viktor von Scheuchenstuel
Viktor von Scheuchenstuel (Vítkovice, 1857. május 10. – Bécs, 1938. április 17.) a Császári és Királyi Hadsereg katonatisztje.

## Pályafutása
Bajor nemesi család vítkovicei ágából származott, apja bányafelügyelő volt. 1874 és 1878 között a Hainburg an der Donau-i kadétiskola növendéke, 1883-ban főhadnagy. 1884-től 1886-ig a bécsi Tisztképző Akadémián tanult, majd a vezérkarhoz került, de váltakozva csapatszolgálatot is teljesített. 1907-ben vezérőrnagy és a 69. gyalogos dandár élén állt.1912-ben már altábornagyi rangban nevezték ki a 9. gyalogos dandár parancsnokává. Röviddel a háború kitörése után Arthur Giesl von Gieslingentől vette át a 8. (prágai) hadtest parancsnokságát 1914 szeptemberében. Bár Moráviában született, az antanthatalmak számára magyar tábornok volt (szolgálati szinten beszélt magyarul). A 8. hadtesttel vett részt a Szerbia elleni hadjáratban és Albánia elfoglalásában, Belgrád bevételénél kitüntette magát.
1916 májusában Dél-Tirolban Viktor Dankl von Kraśnik 11. hadseregének jobbszárnyát védte, amely az asiagói fennsík felé nyomult előre. Júliusban, röviddel az orosz frontra kerülése után konfliktusba került a felső hadvezetéssel, ezért elvették tőle a hadtestparancsnokságot. Ferenc József császár beavatkozásának köszönhetően nem nyugdíjazták, és szeptemberben az 1. hadtest élére helyezték, ahol Karl von Kirchbach auf Lauterbachot váltotta fel.
1917 szeptemberében Károly császár grófi rangot adományozott Scheuchenstuelnek és a 11. hadsereg parancsnokává nevezte ki. A sikeres caporettói áttörés után vezérezredessé léptették elő. A Vittorio Venetó-i csata után visszavonult Trentinóból.

## Kapcsolódó szócikk
- Első világháború